# Новомаякский сельсовет
Новомая́кский сельсове́т — упразднённое сельское поселение в Новоселицком районе Ставропольского края России.
Административный центр — посёлок Новый Маяк.

## История
Границы определены Законом Ставропольского края от 8 июня 2004 года.
Статус определён Законом Ставропольского края от 4 октября 2004 года.
С 16 марта 2020 года, в соответствии с Законом Ставропольского края от 31 января 2020 г. № 11-кз все муниципальные образования Новоселицкого муниципального района были преобразованы путём их объединения в единое муниципальное образование Новоселицкий муниципальный округ.

## Население
| 1989  | 2002  | 2010  | 2011  | 2012  | 2013  | 2014  |
| ----- | ----- | ----- | ----- | ----- | ----- | ----- |
| 1533  | ↗1549 | ↘1529 | ↘1525 | ↘1496 | ↘1494 | ↘1483 |
| 2015  | 2016  | 2017  | 2018  | 2019  | 2020  |       |
| ↗1498 | ↗1502 | ↘1494 | ↘1480 | ↘1473 | ↘1461 |       |

## Состав сельского поселения
| № | Населённый пункт | Тип населённого пункта          | Население |
| - | ---------------- | ------------------------------- | --------- |
| 1 | Горный           | хутор                           | ↗50       |
| 2 | Жуковский        | хутор                           | ↘400      |
| 3 | Новый Маяк       | посёлок, административный центр | ↗1100     |

## Археология
В 1977 году Хизри Амирхановым около хутора Жуковский выявлено местонахождение Жуковское. Памятник расположен на Ставропольской возвышенности на правом берегу реки Томузловка на высоте около 80 м над уровнем реки (ок. 300 м над уровнем моря). Отсутствие в составе ископаемой фауны некорнезубых полёвок позволяет установить её верхний возрастной предел на уровне палеомагнитного эпизода Олдувай, соответственно возраст немногочисленных археологических находок оценивается в 2 млн лет.